# Дощові ліси архіпелагу Сулу

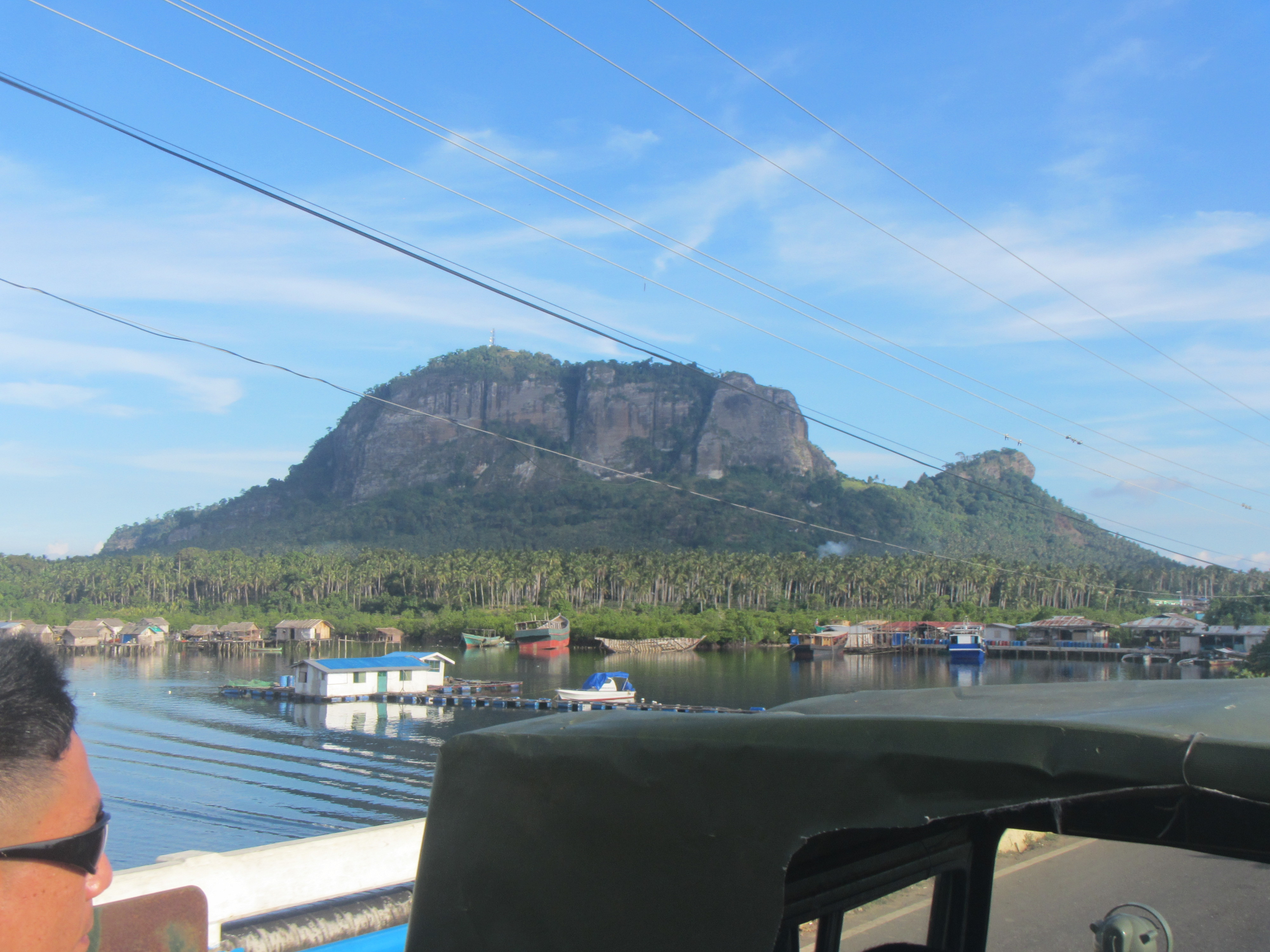
Гора Бонгао

Дощові ліси архіпелагу Сулу (ідентифікатор WWF: IM0156) — індомалайський екорегіон тропічних та субтропічних вологих широколистяних лісів, розташований на південному заході Філіппін.

## Географія
Екорегіон дощових лісів архіпелагу Сулу охоплює більшу частину архіпелагу Сулу, що лежить на південному заході Філіппін, за винятком Басілану та сусідніх острівців. Цей архіпелаг простягається з південного заходу на південний схід, між морем Сулу на півночі та морем Сулавесі на півдні. Найбільшими островами регіону є Холо, Таві-Таві, Сібуту та Санга-Санга.
Острови регіону не є залишками сухопутного мосту, а натомість є результатом діяльності підводних вулканів. Вулканічна дуга між Калімантаном та Мінданао почала формуватися 26 мільйонів років тому, а близько 15 мільйонів років тому ці вулкани піднялися над водою, сформувавши острови Сулу. Сучасні острови мають переважно низинний рельєф, складаються з коралових вапняків. Висота гори Бонгао на острові Бонгао становить 342 м, а гори Сібангкат, найвищої вершини хребта, що розділяє Таві-Таві — 552 м.
У плейстоцені, коли рівень Світового океану був на 120 м нижчим, ніж зараз, більша частина архіпелагу Сулу являла собою один острів, відділений від островів Басілан і Мінданао на півночі та Сібуту і Калімантан на півдні протоками глибиною 205 м і 290 м відповідно. Однак відстані між цими островами в часи останнього льодовикового періоду не були великими.

## Клімат
У межах екорегіону домінує теплий та вологий екваторіальний клімат (Af за класифікацією кліматів Кеппена). Середня температура в регіоні становить 27 °C, а середньорічна кількість опадів — близько 2000 мм, що відносно мало для тропічних островів. Острови регіону лежать на південь від основного шляху тайфунів, які сильно впливають на клімат півночі Філіппін.

## Флора
Основними рослинними угрупованнями екорегіону є прибережні ліси, рівнинні дощові ліси, чагарникові ліси та мангрові ліси. Основу прибережних лісів, що ростуть на пляжах регіону, складають різні види баррингтоній (Barringtonia spp.), цезальпіній (Caesalpinioideae) та терміналій (Terminalia spp.). Залишки цих лісів зустрічаються на острові Сімунул, однак більшість прибережних лісів екорегіону були знищені внаслідок забудови прибережних районів та створення кокосових плантацій. Рівнинні дощові ліси, основу яких становили представники родини діптерокарпових (Dipterocarpaceae), раніше вкривали більшу частину островів Мулу, подібно до решти філіппінських островів, однак наразі вони, як і прибережні ліси, переважно вирубані або значно деградували. У рівнинних дощових лісах екорегіону зростають різні види анісоптер (Anisoptera spp.), діптерокарпусів (Dipterocarpus spp.), хопей (Hopea spp.) та шорей (Shorea spp.). Про місцеві чагарникові ліси залишилося мало відомостей, оскільки вони були майже повністю знищені. Мангрові зарості поширені по всьому архіпелагу, однак найбільше їх зустрічається на Таві-Таві. У манграх архіпелагу Сулу переважають різні види ризофор (Rhizophora spp.), церіопсів (Ceriops spp.), бругієр (Bruguiera spp.), соннератій (Sonneratia spp.) та авіценній (Avicennia spp.), а також пальми ніпа (Nypa fruticans).

## Фауна
На відміну від фауни острова Палаван, який також лежить між Калімантаном та рештою Філіппін, фауна архіпелагу Сулу не споріднена з фауною Калімантану та Сундаленду. Більшість представників фауни островів Сулу споріднені з таксонами, поширеними на Мінданао. Винятком є філіппінський лорі (Nycticebus menagensis), який окрім архіпелагу Сулу, зустрічається також на півночі і сході Борнео. Серед інших ссавців, поширених в екорегіоні, слід відзначити філіппінського макаку-крабоїда (Macaca fascicularis philippensis), азійського мусанга (Paradoxurus hermaphroditus), майже ендемічного філіппінського сірого крилана (Pteropus speciosus), а також багатьох інших кажанів та криланів. Ендеміками екорегіону є таві-тавійські пацюки (Rattus tawitawiensis).
Орнітофауна екорегіону також переважно включає філіппінські види. Серед ендемічних птахів, поширених в екорегіоні, слід відзначити дуже рідкісних тавітавських голубів (Gallicolumba menagei), сулуйських птахів-носорогів (Anthracoceros marchei) та сулуйських папуг-віхтьохвостів (Prioniturus verticalis), які перебувають на межі зникнення, а також рідкісних тавітавських пінонів (Phapitreron cinereiceps), сулуйських сов-голконогів (Ninox reyi), чорнодзьобих корилісів (Loriculus bonapartei), сулуйських дятлів (Yungipicus ramsayi) та сулуйських нільтав (Cyornis ocularis). Майже ендемічними представниками регіону є сулуйські горлиці (Streptopelia dusumieri), сулуйські пінони (Ducula pickeringii), мантананійські сплюшки (Otus mantananensis), довгочубі монаршики (Hypothymis coelestis), жовтуваті оливники (Hypsipetes everetti) та бурі синчівки (Macronus striaticeps). Також на островах регіону зустрічаються рідкісні рудолобі альціони (Todiramphus winchelli) та дуже рідкісні філіппінські какаду (Cacatua haematuropygia).

## Збереження
Основними загрозами для збереження природи регіону є подальша вирубка лісів та полювання. Природоохоронні території в екорегіоні відсутні, за винятком невеликого екологічного заповідника на горі Бонгао площею 250 га.